# Lerkenfeldt
 Ikke at forveksle med Lerchenfeld.
Lerkenfeldt (eller Lerkenfeld, tidligere Bonderup) er en herregård ved Farsø i Himmerland, nærmere bestemt Vesterbølle Sogn, Rinds Herred. 
Lerkenfeldt er en af Danmarks ældste herregårde, kendt tilbage fra 1455.
I 1792 købte de tre brødre Kieldsen gården med tilhørende bøndergods, og denne slægt har ejet godset siden, så den enes tipoldebørn er i dag ejere af gården. 
Hovedbygningen ligger på et middelalderligt voldsted med voldgrave og er fra 1540'erne. Det blev udbygget i Jørgen Lykkes tid i sidste halvdel af 1500-tallet, medens den oprindelige ladegård brændte i 1689. 
Lerkenfeldt Gods er på 1270,5 hektar med Lerkenfeldt Møllegaard, Hedegaarden, Aagaarden og C. E. Flensborg Plantage, og ejeren H.O.A. Kjeldsen var den sidste borgmester i Farsø Kommune og forhenværende præsident for Landbrugsrådet.

## Ejere af Lerkenfeldt
- Jens Haning (1455)
- Haning Jensen (1455-1496)
- Inge Jepsdatter Jepsen (1496-1509)[kilde mangler]
- Niels Clementsen (1509-1547)
- Niels Lange Munk (1547-1554)
- Mariager Kloster (1554-1555)
- Jørgen Lykke (1555-1583)
- Henrik Jørgensen Lykke / Ida Jørgensdatter Lykke (1583-1618)
- Claus Daa / Hans Skram / Iver Henriksen Lykke (1618-1623)
- Claus Daa (1623-1641)
- Valdemar Clausen Daa (1641-1677)
- Wolf Blome (1677-1681)
- Peder Madsen Lerche (1681-1699)
- Vincents Lerche (1699-1735)
- Christian Lerche (1735-1743)
- Wolff Caspar von Lüttichau (1743-1765)
- Lucia Magdalene Ochsen gift von Lüttichau (1765-1775)
- Christian Cæsar von Lüttichau / Joachim von Lüttichau (1775-1777)
- Christian Cæsar von Lüttichau / Joachim von Lüttichaus dødsbo (1777-1779)
- Christian Cæsar von Lüttichau (1779-1792)
- Jens Kieldsen / Mikkel Kieldsen / Peder Kieldsen (1792-1795)
- Mikkel Kieldsen / Peder Kieldsen (1795-1819)
- Ane Dorthea Skow gift Kieldsen (1819-1831)
- Mathias Kieldsen (1831-1880) (søn af Mikkel Kieldsen)
- Mette Faurschou gift Kieldsen (1880-1895)
- Olaf Hilmar Kjeldsen (1895-1923) (søn)
- Mathias Kjeldsen (1923-1954) (søn)
- Eva Mette Johanne Kjeldsen (1954-1959) (datter)
- Eva Mette Johanne Kjeldsen / Hans Olaf Agerup Kjeldsen (fætter) (1959-1984)
- H.O.A. Kjeldsen (1984-1999)
- Hans Olaf Agerup Kjeldsen / Mikkel Krag Kjeldsen (søn) (1999-)